# 神田鯉風
神田 鯉風（かんだ りふう、1969年4月19日 - ）は、日本講談協会に所属する講談師。三代目神田松鯉門下惣領弟子。こうのす観光大使。出囃子∶『茶摘』。

## 経歴
- 所沢市立中新井小学校、所沢市立美原中学校[3]、静岡県立静岡高等学校卒業[要出典]。中央大学法学部中退[4]。
- 1990年∶三代目神田松鯉（当時∶神田小山陽）に入門。前座名「神田陽之助」。
- 1993年∶二ツ目に昇進。
- 2003年∶真打昇進。「神田鯉風」を襲名。